# Simon Göser

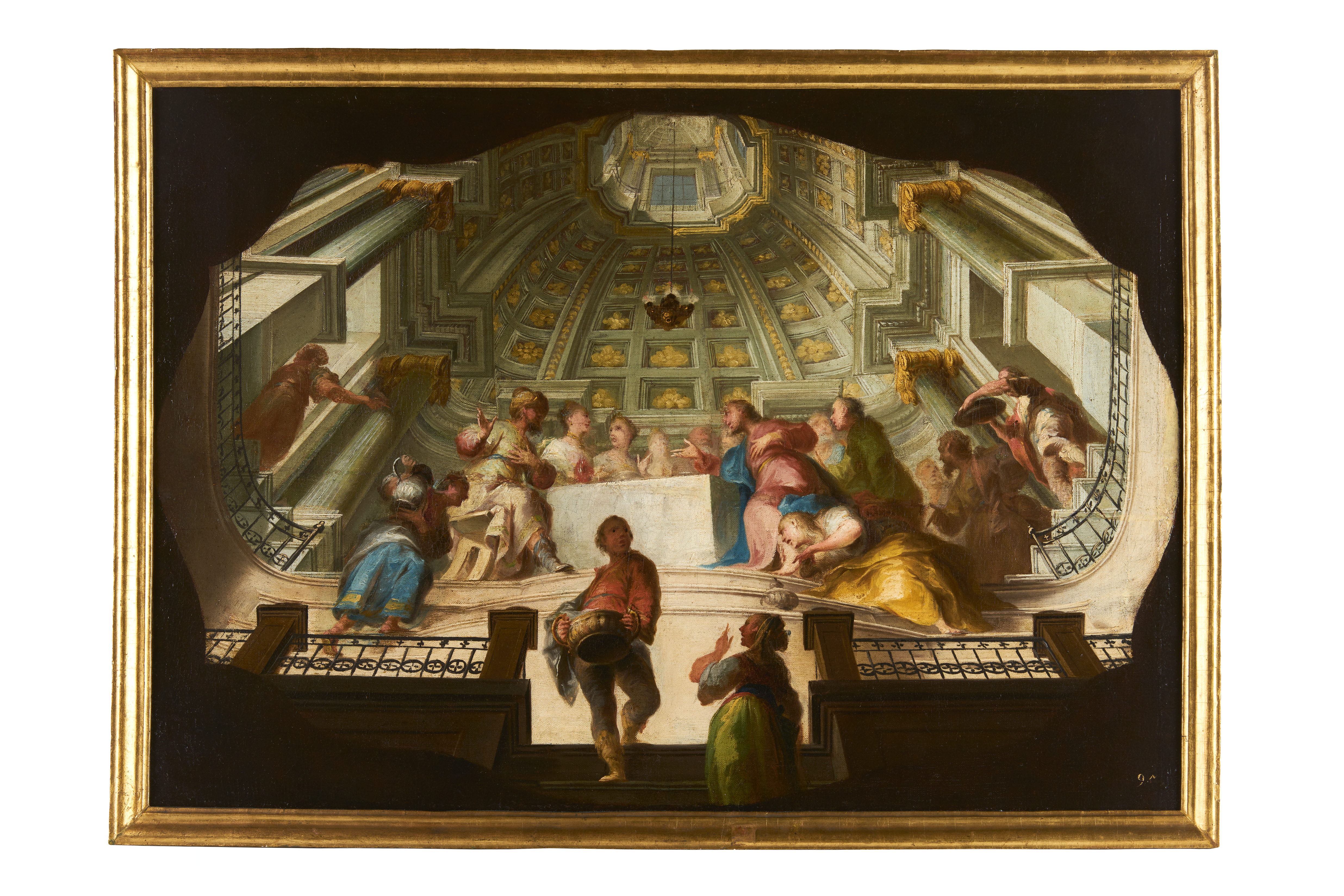
Entwurf für das Deckengemälde Jesus im Haus Simons von Bethanien im Kloster St. Peter

Simon Göser (* 26. Oktober 1735 in Gospoldshofen, heute Teil von Bad Wurzach im Landkreis Ravensburg; † 31. März 1816 in Freiburg im Breisgau) war ein südwestdeutscher Maler des späten Barock und frühen Klassizismus.

## Leben
Gösers Leben und Werk haben der Geistliche, Kunsthistoriker und Konservator Hermann Ginter und später der Schullehrer und Kunsthistoriker Hermann Brommer erschlossen.
Über Gösers Ausbildung ist nichts bekannt. 1765 nennt Abt Philipp Jakob Steyrer ihn als Gast des Klosters St. Peter auf dem Schwarzwald. 1767 malte und signierte er das Deckenbild – einen Götterhimmel – im Speisesaal des Schlosses Munzingen, an dessen Ausstattung auch der aus Eschbach, Gemeinde Stegen, stammende Maler Georg Saum beteiligt war. Anschließend arbeiteten beide zusammen in Straßburg, wo Göser 1771 Anna Ancklin aus Liesberg bei Basel heiratete. Seine Zukunft sah er aber im Breisgau. Dort hatte er in Steyrer und den Schlossherren von Munzingen, den Grafen Kageneck, einflussreiche Gönner. Schon 1769 hatte er im Kloster St. Märgen zehn Bilder für das Refektorium gemalt und 1770 in St. Peter die Deckenbilder des Kapitelsaals, auch Heiligkreuzkapelle genannt. 1772 bis 1773 folgte die Ausmalung des sogenannten Fürstensaals in St. Peter. Während dieser Arbeit kam 1772 sein einziges Kind zur Welt, Johannes, der wie der Vater Maler wurde. 1774 wurde Simon nach langem Bemühen Bürger der Stadt Freiburg und 1776 Mitglied der Malerzunft „zum Riesen“. Er kaufte sich ein Haus in der „Wolfshöhle“, jetzt Konviktstraße 41. 1780 assistierte er Johann Christian Wentzinger bei der Ausmalung der Kuppel des Domes von St. Blasien. Sein Sohn starb schon 1805. Als er selbst 1816 starb, „schied mit ihm der letzte große Barockmaler Freiburgs aus dem Leben.“

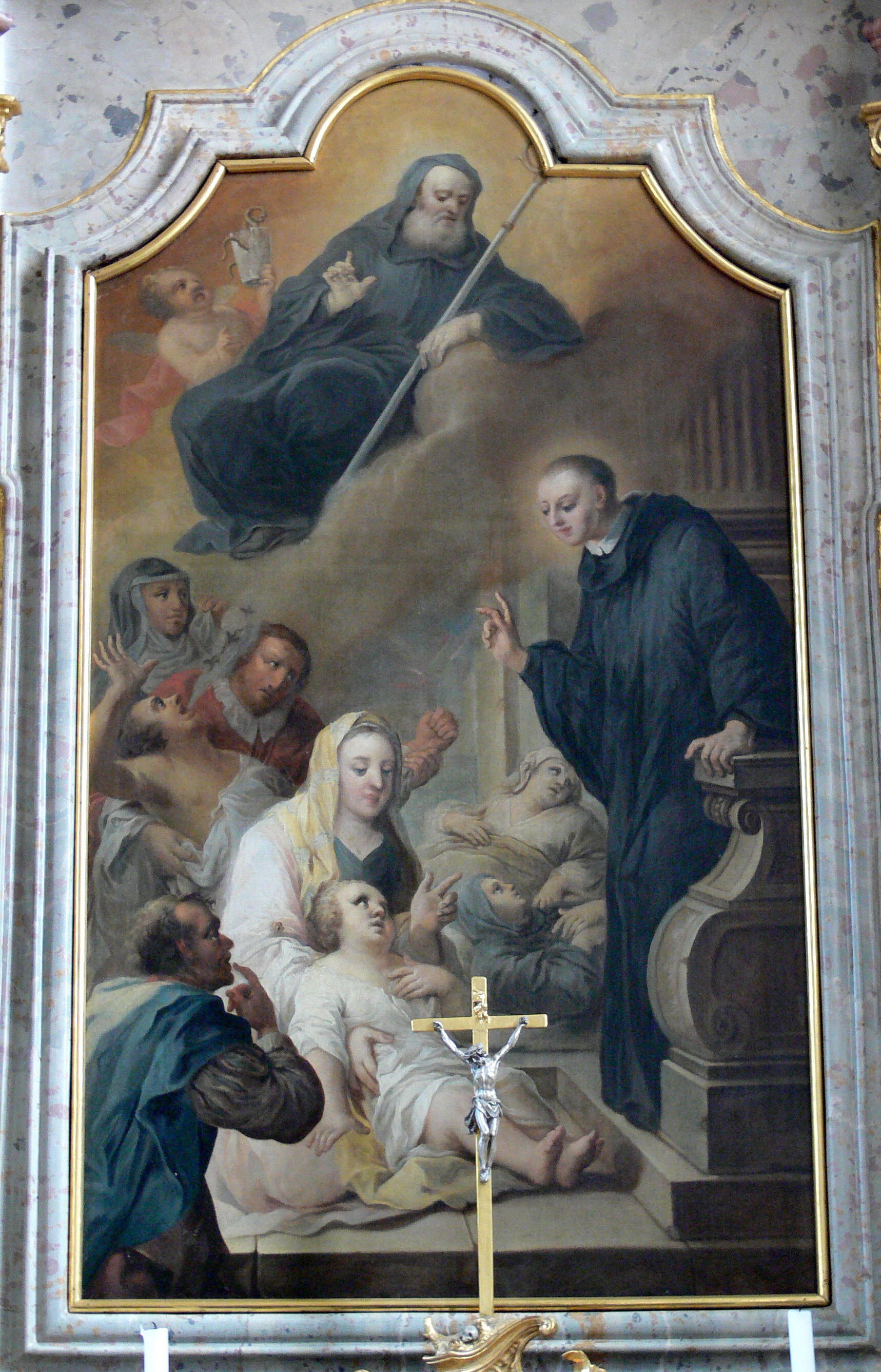
Ulrichsaltar in St. Ulrich

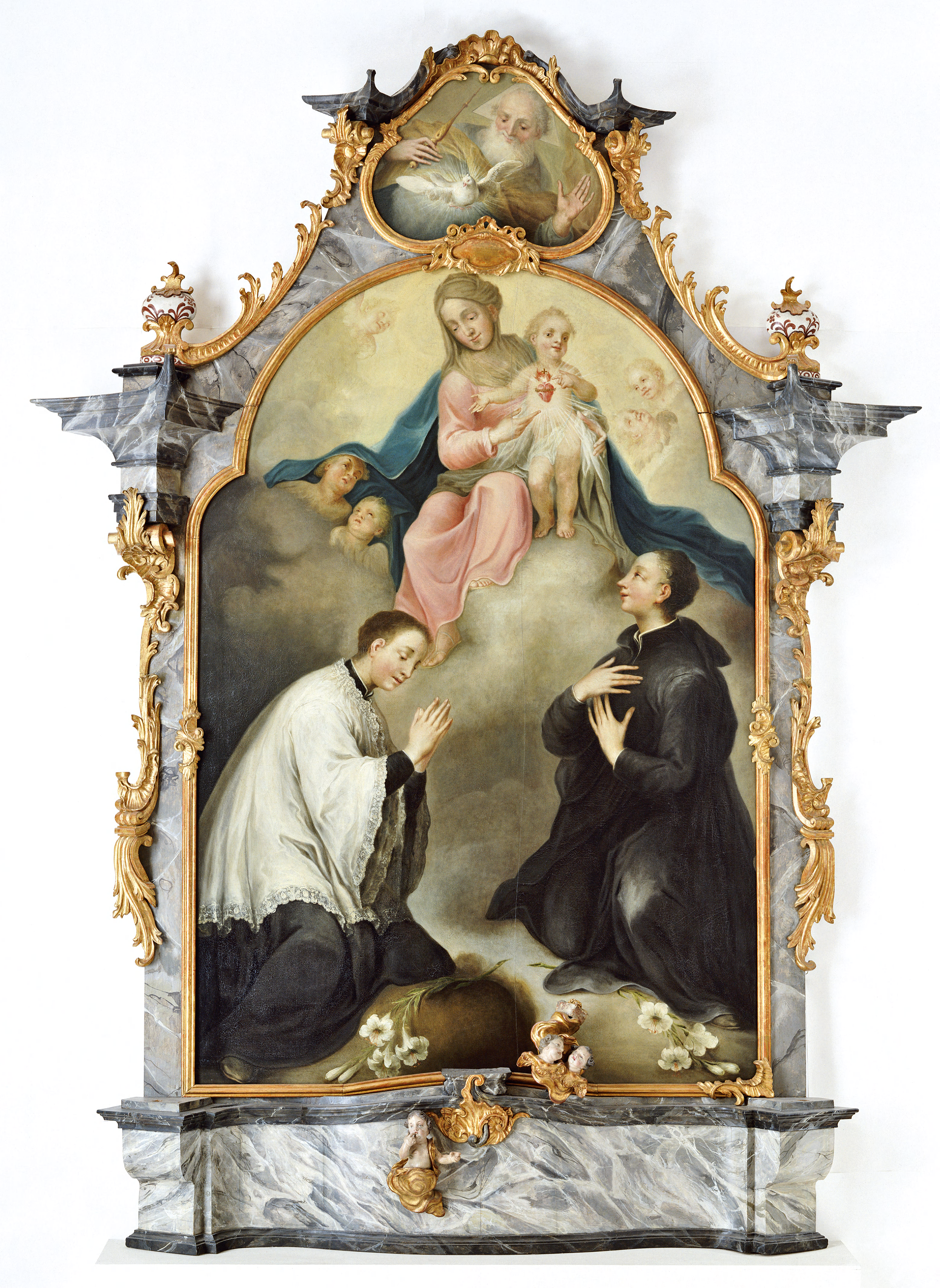
Zwei Jesuitenheilige; Gemälde aus Bad Krozingen

## Werk
Das Deckengemälde in Schloss Munzingen ist das früheste bekannte Werk. Von den zehn Bildern aus dem St. Märgener Refektorium hängen heute vier in der Kapelle St. Wolfgang in Thurner bei St. Märgen. Im Kapitelsaal in St. Peter gestaltete Göser vom Abt ersonnene Betrachtungen zum Kreuz Jesu, die schon damals nur ein ikonographisch sehr gebildeter Betrachter enträtseln konnte und von denen einige den heutigen Betrachter fast blasphemisch anmuten; so zeigt zum Beispiel ein Emblem mit dem Text aus dem Galaterbrief „mir ist die Welt gekreuzigt und ich der Welt“ ein reich gekleidetes „Rokokodämchen“ am Kreuz.
Der Fürstensaal war ein Repräsentationsraum zur Bewirtung von Gästen. Darauf bezieht sich die Deckenmalerei. Sie besteht aus zwei Hauptstücken und zehn kleineren Stücken. Die Hauptbilder zeigen Jesus beim Mahl im Hause Simons von Bethanien, wie die Sünderin ihm die Füße salbt, und die Fußwaschung beim letzten Abendmahl. „Ganz ausgezeichnet sind die beiden großen Fresken. Sie gehören zum Allerbesten, was die Kirchenmalerei des 18. Jahrhunderts uns in Baden hinterlassen hat. … Beide Interieurs zeigen in keiner Einzelheit mehr etwas von der lebhaften Fröhlichkeit des Rokoko. Die architektonischen Formen sind groß und feierlich, das Detail beeinträchtigt in keiner Weise die großen Linien. … Auch die kleinen Fresken sind von sehr geschickter Komposition, voll von erhabenen, großen Gesten und harmonisch abgestimmtem Kolorit. … Mit diesem Werk hat unser Maler sein Meisterstück geschaffen.“ „Simon Göser weist sich darin als ein Meister des frühen Klassizismus aus.“
Etwa aus der gleichen Zeit stammen ein „Martyrium der heiligen Katharina“ in der Pfarrkirche St. Katharina in Gütenbach und ein „Heiliger Ulrich als Nothelfer“ in St. Ulrich im Schwarzwald. In den folgenden Jahren malte Göser Altarblätter für Grißheim im Markgräflerland und Löffingen im Hochschwarzwald sowie Kreuzwegstationen für die Pfarrkirche St. Remigius in Merdingen am Tuniberg – „erlesene frühklassizistische Bilder“. Eine „Kreuzabnahme“ mit Oberbild „Tod des heiligen Josef“ aus Gütenbach befindet sich heute in der Pfarrkirche St. Blasius in Schallstadt-Wolfenweiler und eine „Verehrung des Herzens Jesu durch zwei Jesuitenheilige“ aus Bad Krozingen im Augustinermuseum in Freiburg. Nur Göser zugeschrieben sind das Hochaltarblatt und die zwei Seitenaltarblätter der Pfarr- und Wallfahrtskirche Mariä Himmelfahrt im Ehrenkirchener Ortsteil Kirchhofen sowie die Kreuzwegstationen der ehemaligen Wilhelmiten-Klosterkirche in Oberried, auch urkundlich gesichert dagegen sind zwei Altarblätter in der Pfarrkirche Heilig Kreuz im Ortsteil Offnadingen.
Auf etwa 1780 datiert Hermann Ginter den – für Göser allerdings nicht gesicherten – Totentanz in der Vorhalle der Michaelskapelle auf dem Freiburger Alten Friedhof. „Ganz anders als Holbein in seinem berühmten Totentanz gruppiert Göser sich sein Thema in nur 12 Einzelbildern, wofür er nicht die einzelnen Stände, sondern in der Hauptsache die Lebensalter als Grundlage sich wählt. In einer Wiege schlummert das Kind, daneben sitzt der Tod und spielt auf der Violine, wobei er den Pfeil, das auf den Bildern immer wiederkehrende Todeswerkzeug, als Geigenbogen benützt. Friedlich grüßt zum offenen Fenster die Freiburger Münsterpyramide herein. Der Beitext sagt: 'Hier schlafft das kindt dort ewig wacht Weil ihm der Todt ein Music macht.' … Es ist auf allen Bildern ein sanftes Spiel voll Anmut und feierlicher Grazie, in welchem das hagere Totenskelett bei all der Grauenhaftigkeit seines Metiers doch nie vergißt, mit dem Takt und der Noblesse des würdevollen Gentlemans zuzufassen. Ganz im Sinne des frühen Klassizismus.“ Im Zweiten Weltkrieg schwer beschädigt, wurde der Totentanz 1963 in Anlehnung an das Original unter Beibehaltung der alten Beischriften neu gemalt.

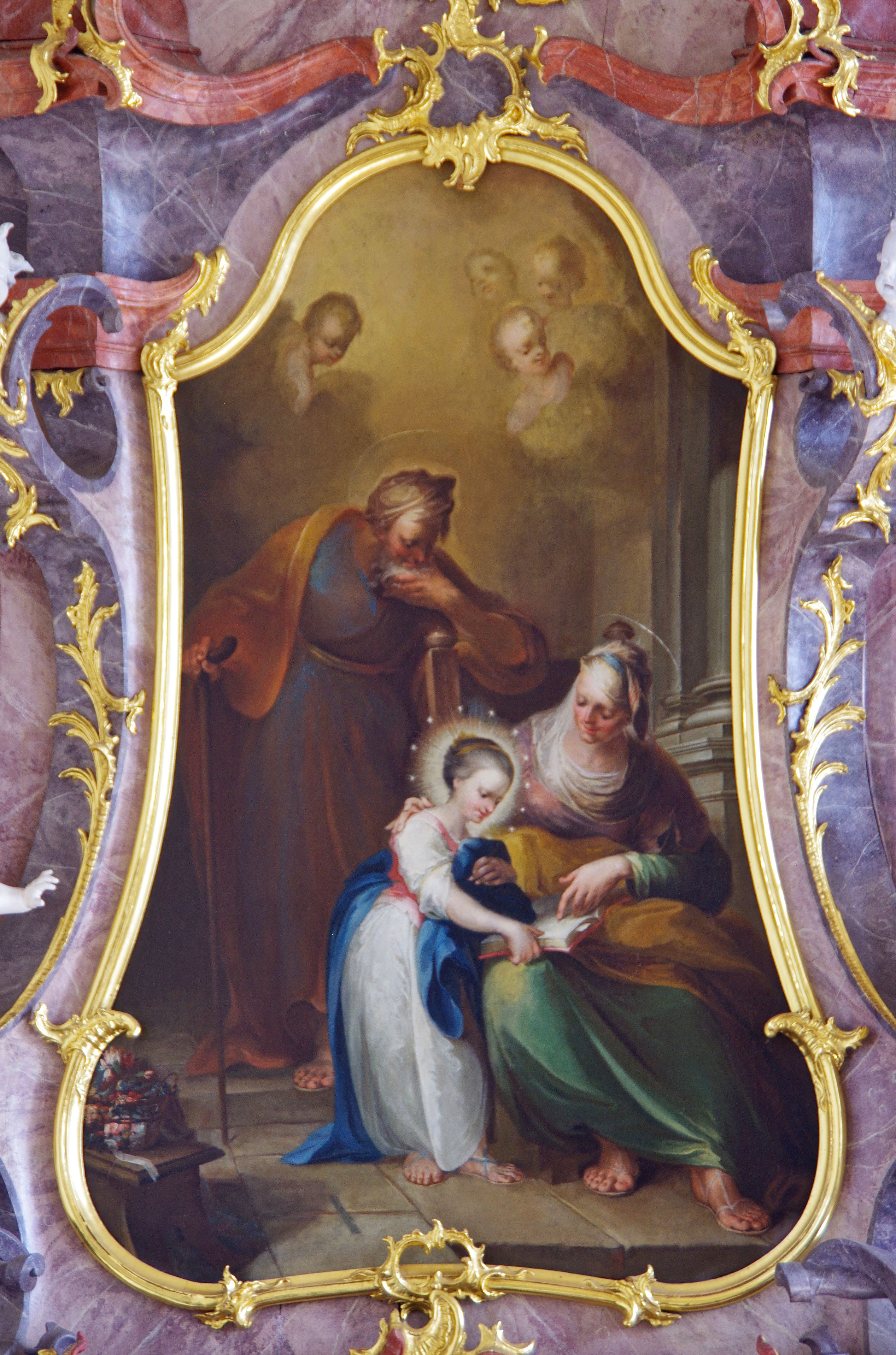
St. Jakobus in Eschbach, linker Seitenaltar: Maria und ihre Eltern Joachim und Anna

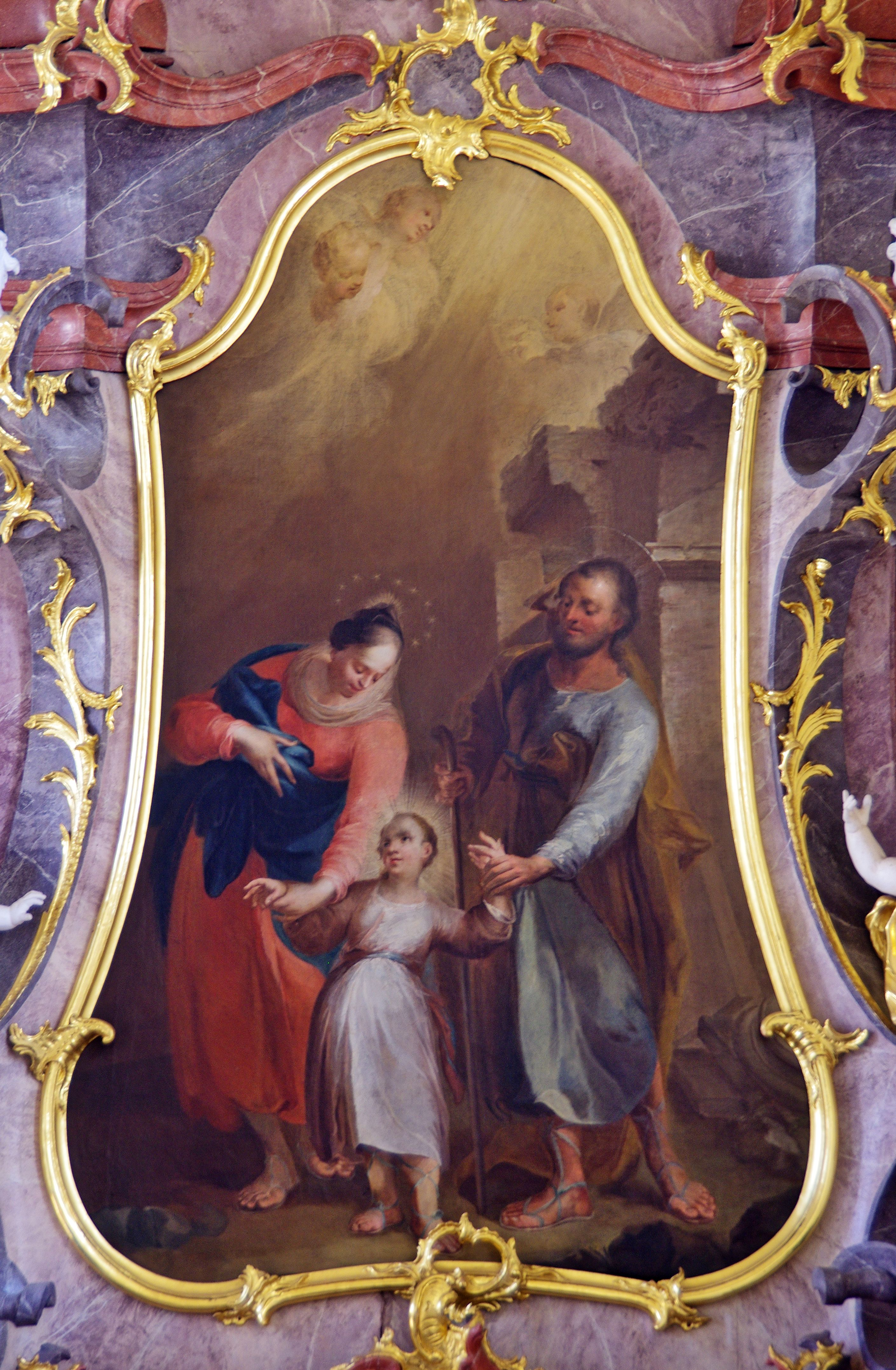
St. Jakobus in Eschbach, rechter Seitenaltar: Heilige Familie

Seinen letzten Großauftrag erhielt Göser in der Pfarrkirche St. Jakobus in Eschbach. Sie war aus den Steinen der 1761 errichteten Marien-Wallfahrtskapelle auf dem Lindenberg bei St. Peter erbaut, die 1786 auf Anordnung der vorderösterreichischen Regierung abgerissenen werden musste. Steyrer berief Göser. „Der Abt Phil. Jak. Steyrer ließ die Pfarrkirche, wie zur Sühne für die der Muttergottes angetane Schmach, an Wänden und Decken mit Bildern bemalen, welche alle auf die Verehrung und Verherrlichung der Mutter des göttlichen Wortes abzielen.“ Es sind, schließt man die beiden Seitenaltäre ein, 24 Bilder geworden. Göser hat zum Teil Personen seiner Zeit als Modell genommen: Bei „Mariä Geburt“ trägt Maria die Züge der Marie-Antoinette und Anna die Züge der Kaiserin Maria Theresia. Bei der „Geburt Jesu“ dienten Leute vom nahegelegenen Maierhof als Vorbild. Drei Eier liegen in einem Hut als Geschenk der Hirten im Vordergrund. „Ein sehr anmutiges Bild ist die Flucht nach Ägypten. Gemächlich trabt der gute Esel einher, von St. Joseph geführt, während die Madonna auf ihm sitzt und den Kopf mit einem großen, schattenspendenden Strohhut bedeckt hat.“ Grisaillen stellen Anrufungen aus der Lauretanischen Litanei dar. Bei der „Arche des Bundes“ sieht man das Innere des Domes von St. Blasien und beim „Heil der Kranken“ eine barocke Apotheke. Das Deckenbild „Himmelfahrt Mariens“ ist signiert „S. Göser pinx. 1790“.
In den 1790er Jahren entstanden Altarbilder für die Pfarrkirche St. Leodegar in Bad Bellingen und für die Michaelskapelle auf dem Freiburger Alten Friedhof.
1805 schuf Simon Göser gemeinsam mit seinem Sohn in der damaligen, zur Freiburger Heiliggeistspitalstiftung gehörenden Pfründhauskapelle in der Gauchstraße ein Wandgemälde nach Leonardo da Vincis Abendmahl. Die Idee stammte von dem Stadtrat und Vorsteher des städtischen Armenwesens Ferdinand Weiß (1776–1822). Vorlage der beiden Künstler war ein Kupferstich. Sie verzichteten auf Bezahlung. Sie wollten zweifellos ein eigenständiges Werk schaffen. „Daß mit dieser Neuschöpfung … der womöglich unbewußte Wunsch einer Annäherung an den Ruhm des berühmten Vorgängers verbunden gewesen sein mag, kann unterstellt werden. Und daß es Simon und Johann Göser um den künstlerischen Ruhm, oder, wie Weiß es in seiner Dankesschrift formulierte, die ‚Ehre der Kunst‘ ging, drückte sich ja auch letztlich darin aus, daß sie für ihre Arbeit materiell nichts forderten. Ob sie dem Anspruch ihres Ansatzes einer kongenialen Neuschöpfung denn tatsächlich gerecht geworden sind, ist eine andere Frage.“ Nach Zerstörung der Pfründhauskapelle im Zweiten Weltkrieg waren die Reste des Gemäldes, etwa ein Drittel der Originalsubstanz, in der Kapelle des Heiliggeiststifts in der Deutschordenstraße untergebracht. Seit Abriss der Kapelle Anfang 2016 befinden sie sich in einem zentralen Kunstdepot.
1805 malte Göser auch Kreuzwegstationen für die Munzinger Pfarrkirche; sie befinden sich heute in der Kirche St. Landelin in Ettenheimmünster. 1808 malte er „Christus im Grab“ für die Pfarrkirche St. Cyriak in Lehen bei Freiburg. Seine wohl letzten Werke sind ein Bild der heiligen Agatha und ein „Abendmahl“ in der Pfarrkirche St. Agatha in Grunern bei Staufen im Breisgau.